# ヘムスビュンデ
ヘムスビュンデ (ドイツ語: Hemsbünde) は、ドイツ連邦共和国ニーダーザクセン州のローテンブルク（ヴュンメ）郡に属す町村（以下、本項では便宜上「町」と記述する）で、ザムトゲマインデ・ボテルを構成する町村の一つである。

## 地理
この町には、シュパンカンプ、ハッセル、ハシュテット、ヴォルト集落が属す。首邑のヘムスビュンデを加えて「ヴァッサーデルファー」（水の村）と呼ばれる。これはこれら集落の多くの部分がローダウ川やヴィーダウ川の氾濫に悩まされてきたことを表している。

## 歴史
ヘムスビュンデは、1971年の創設当時からザムトゲマインデ・ボテルに参画している。ザムトゲマインデへの参画前に現在このまちの町区となっているハッセル、ハシュテットがヘムスビュンデに合併した。

## 行政

### 議会
ヘムスビュンデの町議会は11人の議員からなる。

### 紋章
金地で、下部に4本の青い波帯、その上に白黒の柱と壁、赤い屋根のニーダーザクセン風の家屋が描かれている。家の前には4つの壷が置かれている。

## 経済
この町には2つの大きな製材業者がある。時代とともに農業はその経済的重要性を喪失し、現在では観光がヘムスビュンデにとって重要になりつつある。

## 引用
1. ↑  Landesamt für Statistik Niedersachsen, LSN-Online Regionaldatenbank, Tabelle A100001G: Fortschreibung des Bevölkerungsstandes, Stand 31. Dezember 2023